# Veranda för en tenor
Veranda för en tenor är en svensk dramafilm från 1998, med bland andra Krister Henriksson och Johan H:son Kjellgren. Filmen regisserades av Lisa Ohlin.

## Produktion och mottagande
Förlaga till filmen är författaren Klas Östergrens berättelse med samma namn från 1996; den ingår även i novellsamlingen Med stövlarna på och andra berättelser från 1997. Filmen är Lisa Ohlins långfilmsdebut.
Filmen premiärvisades 11 september 1998. Vid Guldbagge-utdelningen erhöll Krister Henriksson 1998 års bagge för bästa manliga huvudroll.

## Rollista i urval
- Johan H:son Kjellgren - Tomas
- Krister Henriksson - Hoffman/Henning
- Lena B. Eriksson - Cathrin, Tomas fru, "Revisorn"
- Jessica Liedberg - Penny
- Chatarina Larsson - Inga-Lill, Hennings fru
- Martin Melin - Bobo, Hennings och Inga-Lills son
- Petter Darin - Henrik, Bobos kamrat
- Hans Lindgren - Verner
- Jonas Falk - pappan
- Michael Nyqvist - regissören
- Bergljót Árnadóttir - kostymören
- Joakim Nätterqvist - produktionsassistenten
- Erika Höghede - älskarinnan

## Musik i filmen
- La donna è mobile, Ur Rigoletto (Ack, som ett fjun så lätt), kompositör Giuseppe Verdi, italiensk text 1851 Francesco Maria Piave svensk text 1861 Ernst Wallmark, sång på italienska och svenska Jussi Björling
- Che gelida manina. ur La Bohème (Så kall Ni är om handen), kompositör Giacomo Puccini, italiensk text 1896 Giuseppe Giacosa och Luigi Illica, svensk text 1901 Sven Nyblom, sång på italienska av Jussi Björling
- Madamina, il catalogo è questo. ur Don Giovanni (Nådig damen, här är katalogen/Sköna Donna! Här ser ni katalogen/Katalogarian), kompositör Wolfgang Amadeus Mozart italiensk text 1787 Lorenzo Da Ponte svensk text 1813 Carl Gustaf Nordforss svensk text 1856 Wilhelm Bauck nyare svensk text Herbert Sandberg svensk text 1961 Erik Lindegren, sång på italienska Gilles Cachemaille
- Nämner du Sverige, kompositör Eric Wide, text John Coldén, sång Jussi Björling, dirigent Nils Grevillius
- Là ci darem la mano. ur Don Giovanni (Du skall ej fruktan bära/Räck mig din hand min sköna), kompositör Wolfgang Amadeus Mozart, text 1787 Lorenzo Da Ponte svensk text 1813 Carl Gustaf Nordforss svensk text 1856 Wilhelm Bauck nyare svensk text Herbert Sandberg svensk text 1961 Erik Lindegren, sång på italienska Marcus Jupither och Malin Hart
- De' miei bollenti spiriti. ur La Traviata (När hennes milda ögon ler/Med sitt milda leende har hon stillat mitt hjärtas oro), kompositör Giuseppe Verdi, italiensk text 1853 Francesco Maria Piave svensk text 1868 Ernst Wallmark svensk text 1948 Sven Lindström svensk text 1961 Alf Henrikson, sång på italienska av Giacomo Aragall
- Red, kompositör Jan Bang, instrumental.